# Strychnos toxifera
Mã tiền Nam Mỹ (danh pháp hai phần: Strychnos toxifera) là một loài thực vật có hoa trong họ Mã tiền. Loài này được R.H.Schomb. ex Lindl. miêu tả khoa học đầu tiên năm 1838.

## Hình ảnh

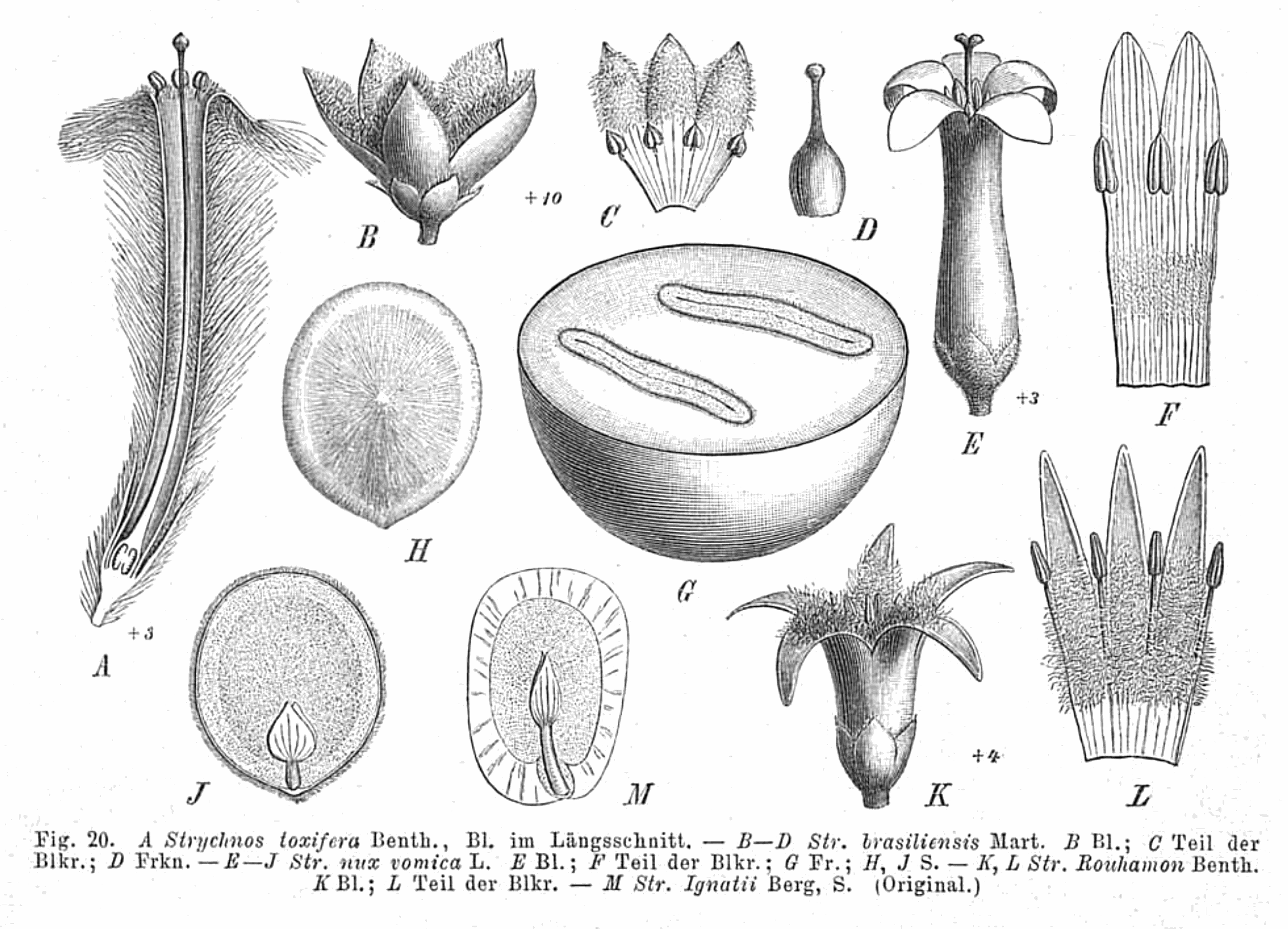
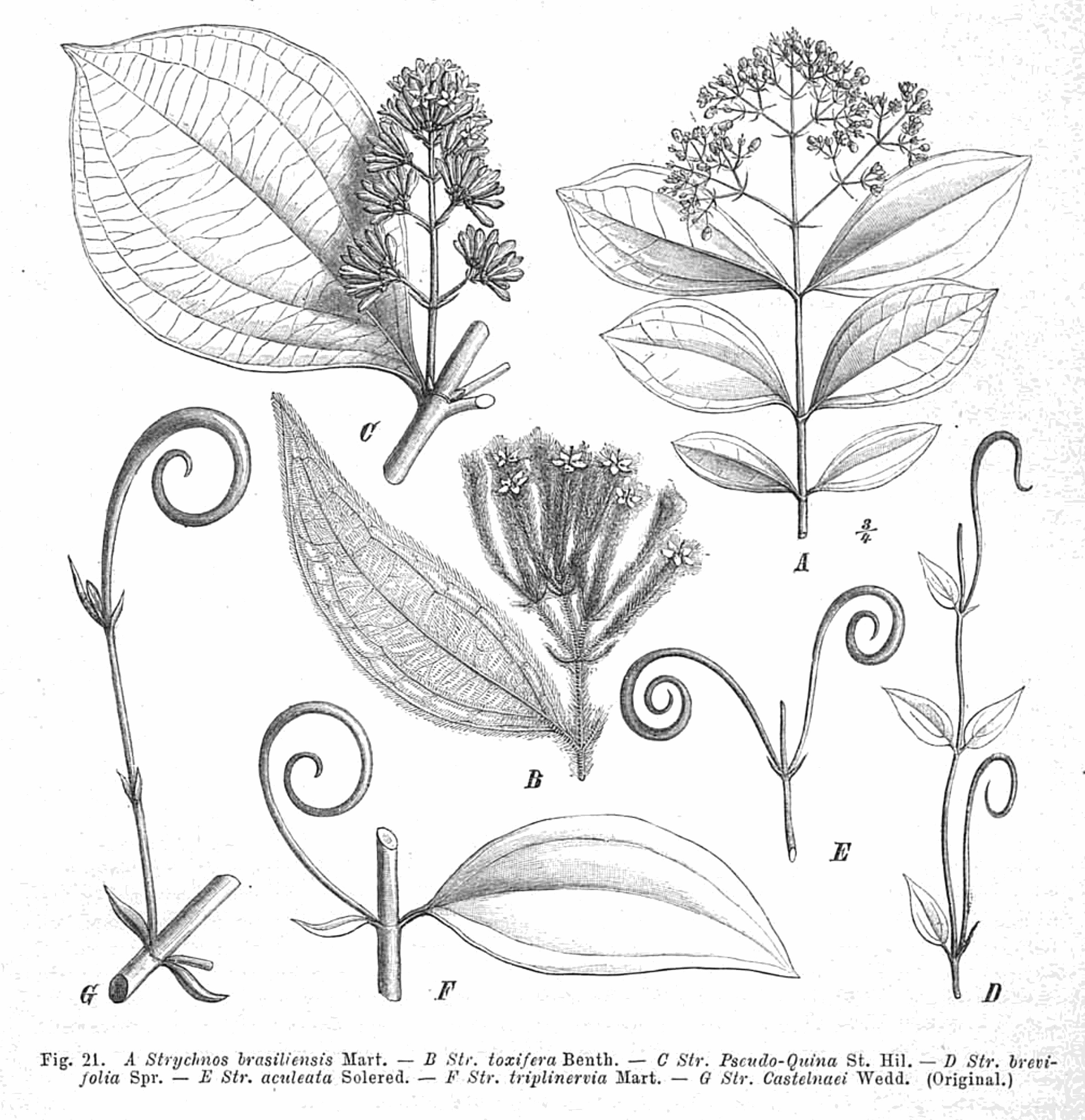